# 3936 Ельст
3936 Ельст (3936 Elst) — астероїд головного поясу, відкритий 16 жовтня 1977 року.
Тіссеранів параметр щодо Юпітера — 3,491.
Названий на честь бельгійського астронома Еріка Вальтера Ельста.